# دوري الدرجة الأولى المالي
الدوري المالي لكرة القدم هي مسابقة سنوية لكرة القدم بين أندية مالي .
البطل الحالي هو ستاد مالى.